# Macromitrium fortunatii
Macromitrium fortunatii är en bladmossart som beskrevs av Jules Cardot och Thériot in Thériot 1909. Macromitrium fortunatii ingår i släktet Macromitrium och familjen Orthotrichaceae. Inga underarter finns listade i Catalogue of Life.